# 愛の嵐の中で
『愛の嵐の中で』（あいのあらしのなかで）は1978年制作の日本映画（東宝・サンミュージック提携作品）。小谷承靖監督。
桜田淳子の映画（単独）主演第五回作品（現時点では最後の主演映画）。ロケ地には六本木、神田神保町、黄金崎（西伊豆）などが使用された。共演者に篠田三郎、中村敦夫、田中邦衛、岸田森、地井武男ら個性派の俳優を配置し、恋愛一辺倒では無いコミカルな味付けのサスペンスドラマに仕上げている。なお、監督の小谷は、1982年のテレビドラマ『危機一髪の女』（火曜サスペンス劇場）でも、桜田主演でコミカルタッチのサスペンスドラマを撮っている。
審査員役として大林宣彦が出演しているのは、小谷監督がCMを撮っていたときからの友人だったからで、そのお返しとして1981年の大林の映画『ねらわれた学園』に小谷は先生役として出演している。

## キャスト
- 黛夏子：桜田淳子
- 黛雪子：夏純子
- 佐伯次郎：篠田三郎
- 風間修：中村敦夫
- 深水：田中邦衛
- 戸川：岸部四郎
- 神津：植草甚一
- 岡野：岸田森
- 三村：地井武男
- 圭子：泉ピン子
- 刑事：稲葉義男
- 審査員：大林宣彦
- 風間の婚約者：中山麻理

## スタッフ
- 監督：小谷承靖
- 製作：藤井浩明
- 企画：相澤秀禎、市山達巳
- 脚本：白坂依志夫、安本莞二
- 音楽：渡辺岳夫
- 撮影：上田正治

## 同時上映
『残照』
- 監督：河崎義祐。出演：三浦友和、小林桂樹、原田美枝子。

## 参考資料
- Goo映画